# Çiçekli, Saraykent
Çiçekli là một thị trấn thuộc huyện Saraykent, tỉnh Yozgat, Thổ Nhĩ Kỳ. Dân số thời điểm năm 2010 là 1.714 người.